# Dél-amerikai vulkánok listája

## Argentína
- Cerro Mercedario
- Monte Pissis
- Tupungato

## Ecuador
- Antisana
- Chimborazo
- Cotopaxi
- Corazon
- El Altar
- Illiniza
- Irruputuncu
- Sangay
- Cayambe
- Tungurahua
- Pichincha
- El Reventator
- Cotocahi
- Fernandina

## Argentína és Chile
- Sierra Nevada de Lagunas Bravas
- Llullaillaco
- Cerro Escorial
- Lastarria
- Maipo
- Nevados Ojos de Salado
- Tupungato
- Cerro Bayo

## Bolívia
- Nevados Analljasa

## Chile és Bolívia
- Olca
- Cerro Paruna
- Nevados de Quimsachata
- Cerro Minchincha
- Licancabur
- Nevados de Payatchatas

## Bolívia
- Maczizo de Pacuni
- Maczizo de Larancagua
- Cabaray
- Patilla Pata

## Kolumbia
- Galeras komplexum
- Nevado del Ruiz